# Back to Birth
Back to Birth é o título do sétimo álbum de estúdio do cantor americano Jackie Greene, lançado em 2015.

## Faixas
1. Silver Lining
2. Now I Can See For Miles
3. A Face Among The Crowd
4. Light Up Your Window
5. Trust Somebody
6. Motorhome
7. Hallelujah
8. The King is Dead
9. Where The Downhearted Go
10. You Can’t Have Bad Luck All The Time
11. Back To Birth
12. Really Gone
13. One Bad Love
14. Jealous Man
15. Little Bird

## Paradas
O álbum atingiu o #5 do Heatseekers Albums Chart da Billboard.